# Tamme kastanje

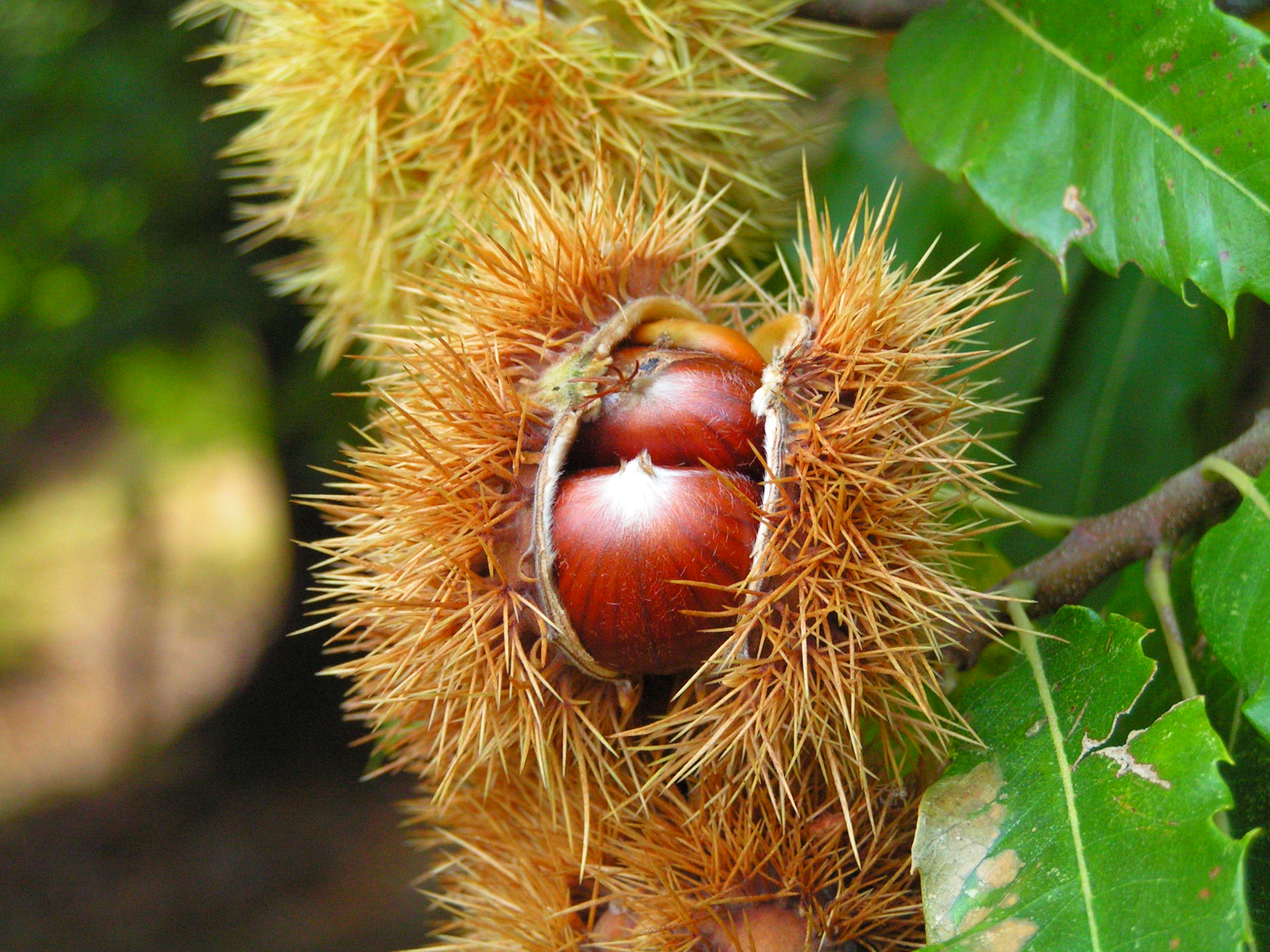
Geopende bolster met nootjes

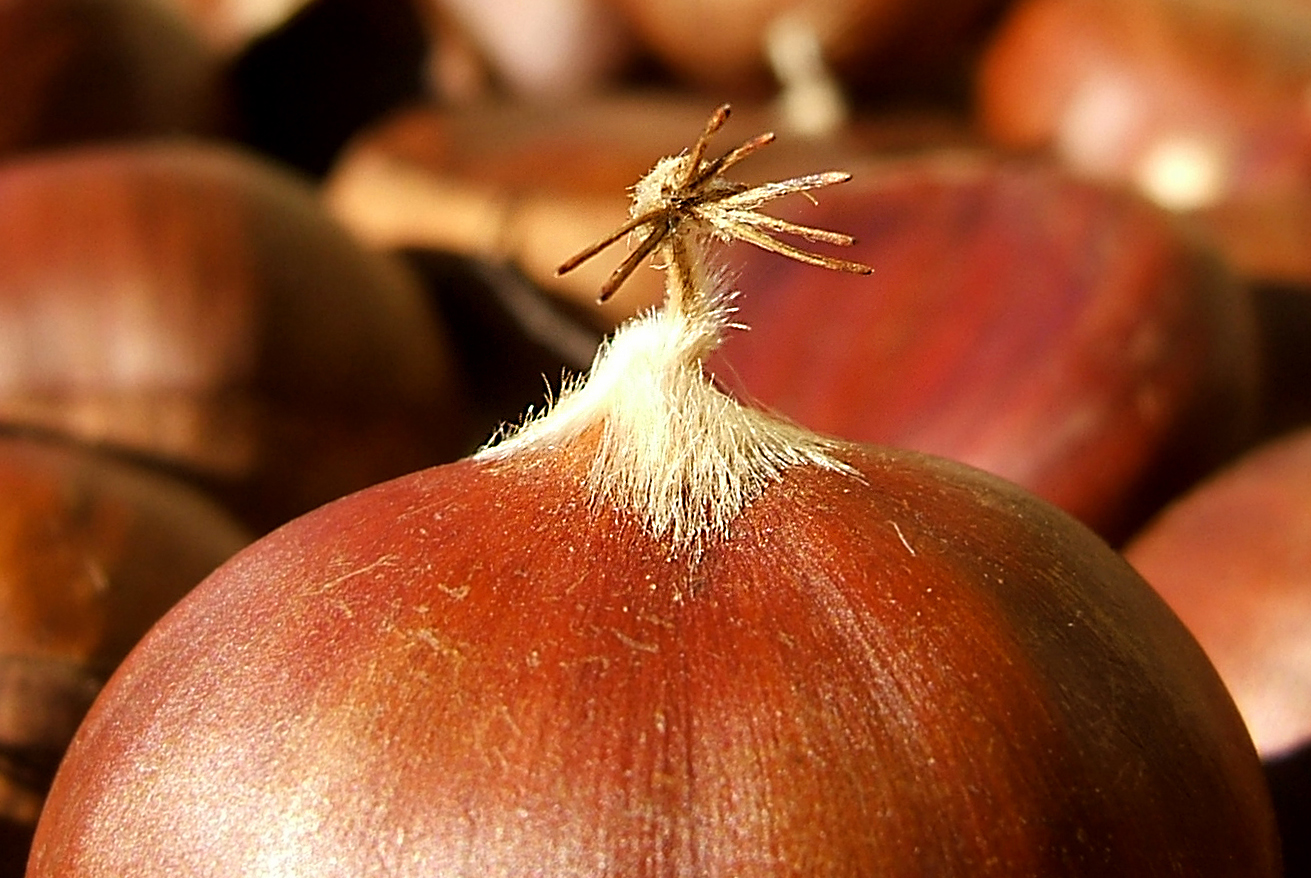
Behaarde punt van de noot

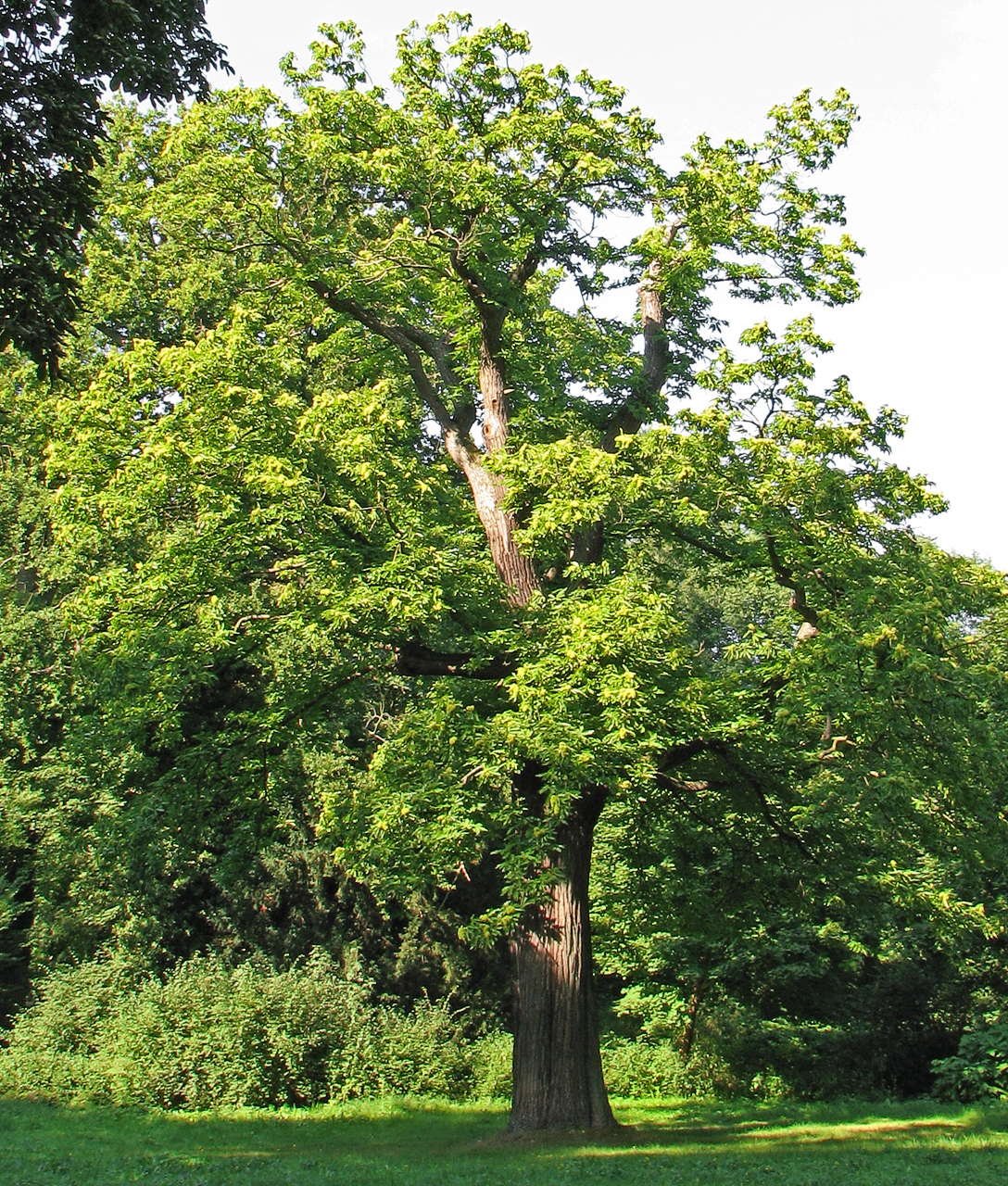
Gehele boom

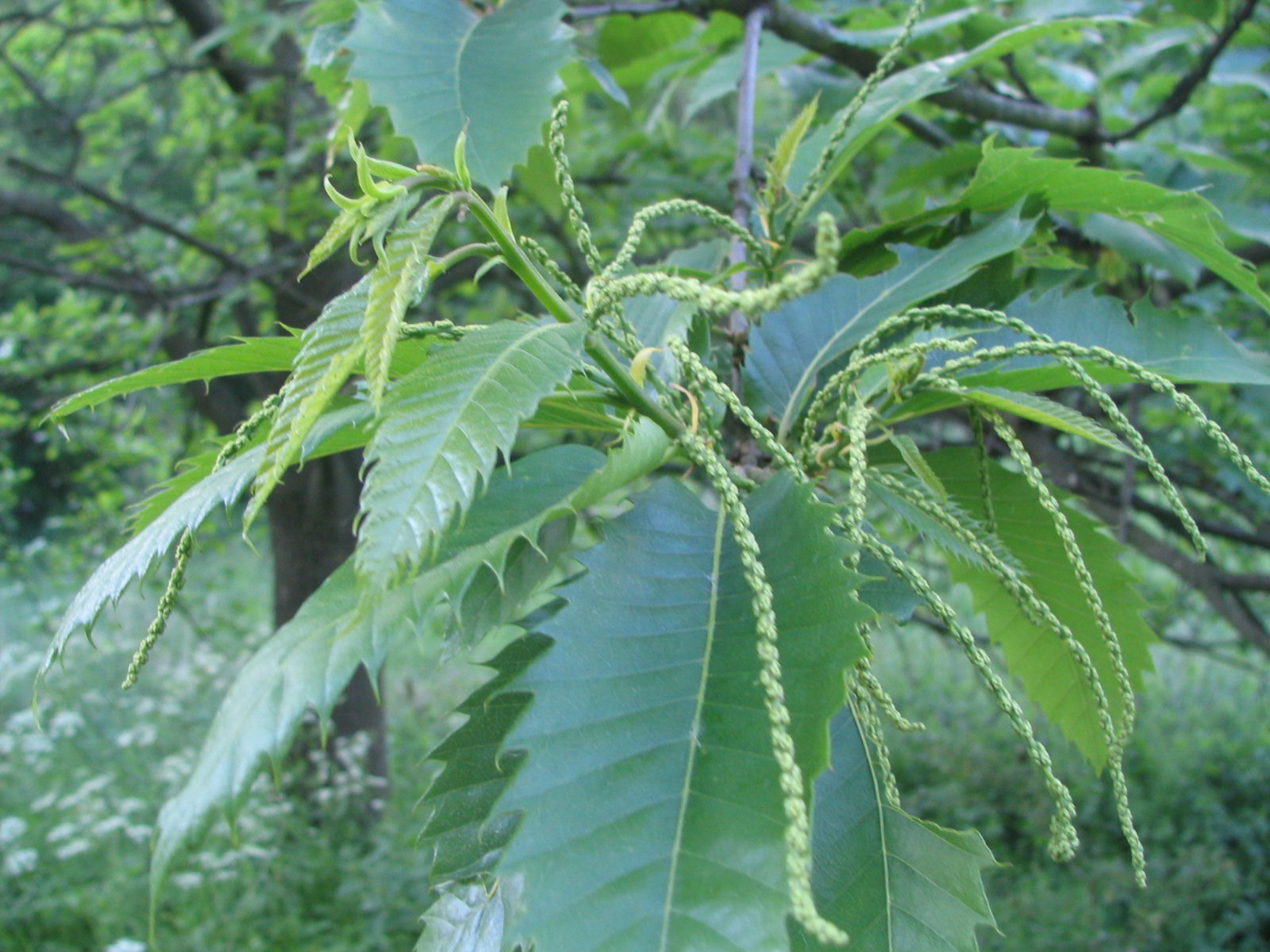
Blad

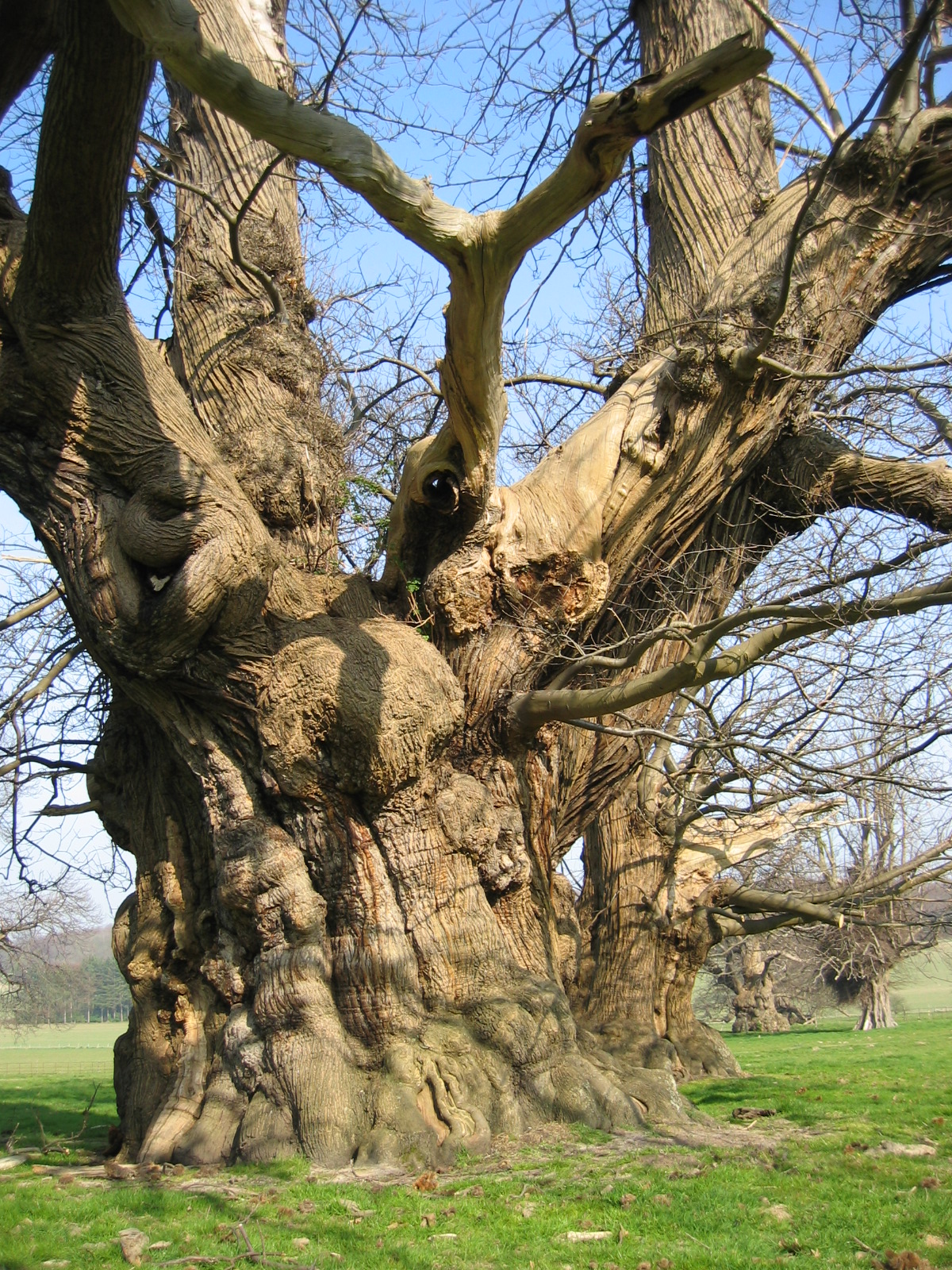
Oud exemplaar in Fredville Park, Verenigd Koninkrijk

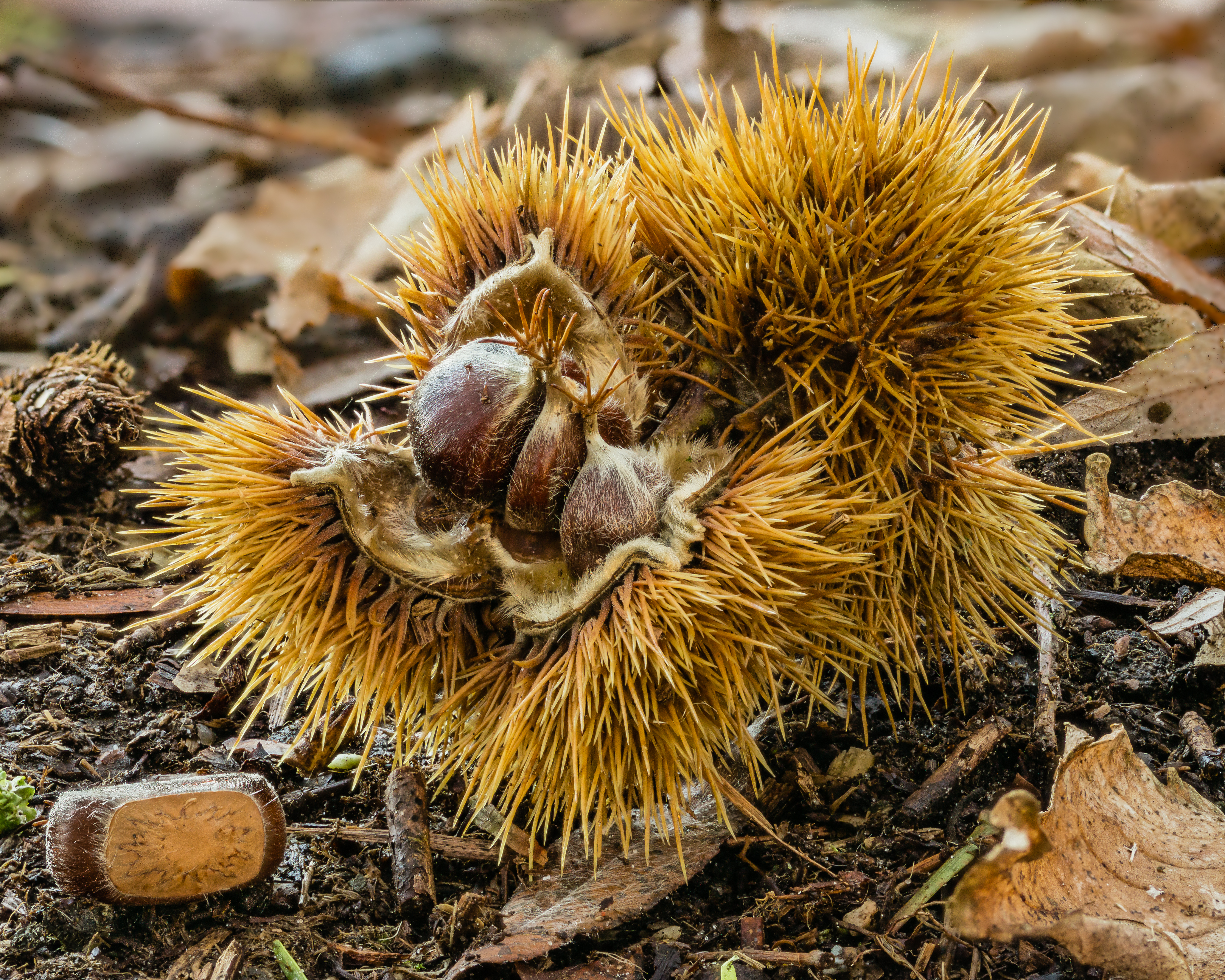
Afgevallen kastanje van een Tamme kastanje Castanea sativa.

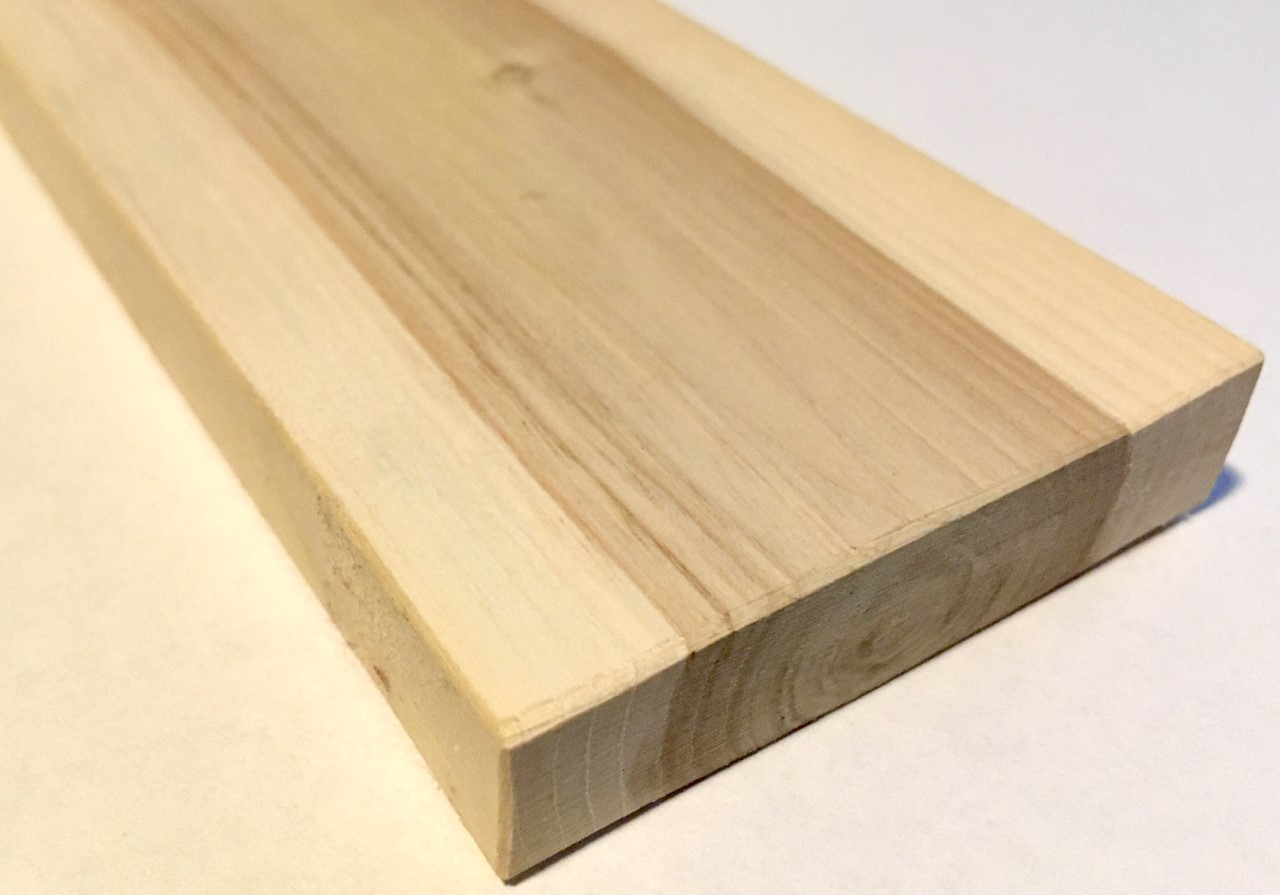
Kastanjehout

De tamme kastanje (Castanea sativa) is een loofboom uit de napjesdragersfamilie (Fagaceae), die van nature voorkomt in het Middellandse Zeegebied. De boom kan een hoogte bereiken van 25 tot 35 meter.

## Kenmerken
De tamme kastanje is herkenbaar aan de lange, grof gezaagde lancetvormige bladeren. Deze zijn glanzend donkergroen aan de bovenzijde en de onderzijde is iets lichter. Na het uitlopen van de bladeren verschijnen de hoofdjesachtige mannelijke bloemen die als een parelsnoer aan rechtopstaande, lange katjes zitten. De vrouwelijke bloemen bevinden zich aan de basis van de katjes, omgeven door een groene, schubachtig bebladerde vruchtbeker. Kevertjes, vliegen en bijen zijn de bestuivers van de tamme kastanje. Van de mannelijke bloemen gaat een geur uit die kevers aanlokt en op de stempel bevindt zich een zoetsmakend druppeltje nectar. Aan de rijpe vrucht blijft vaak de mannelijke, aarvormige bloeiwijze zitten.
De vruchten zijn leerachtige, glanzend bruine noten. Meestal zitten er drie bijeen in een geelbruine, gestekelde, vrij grote vruchtbeker (cupola). Deze openen zich met vier kleppen. De stekels zijn een soort afweerwapen tegen de voortijdige aanval door vogels en eekhoorns.
Meerstammigheid is een bekend verschijnsel bij de tamme kastanje.

### Vrucht
De vrucht van de tamme kastanje is een noot die met twee tot vier stuks in een bolster (napje) zitten. Deze bolster wordt gevormd door schutbladen. De vruchten ("kastanjes") kunnen, nadat de stekelige bolster is verwijderd, worden gekookt, geschild en gegeten. Dit is in tegenstelling tot de kastanjes van de giftige paardenkastanje (Aesculus hippocastanum), die overigens bij een geheel andere familie behoort, de zeepboomfamilie (Sapindaceae). De herfst is de tijd dat de rijpe vruchten vallen.
Onder meer eekhoorns, gaaien, kraaien, muizen, wilde zwijnen en mensen eten de kastanjes. Zij zorgen ervoor dat de bomen zich in het wild verspreiden.
Ook veel insecten eten van de kastanjes, waarvan Curculio elephas de belangrijkste is. Verder zijn te noemen: de gewone spiegelmot (Cydia splendana), gewone dwergbladroller (Pammene fasciana), Xyleborus dispar en sinds 2002 ook de tamme-kastanjegalwesp (Dryocosmus kuriphilus).

## Verspreiding en habitat
De tamme kastanje is inheems in Zuid-Europa, Noord-Afrika en West-Azië. Daar groeit hij in mediterrane eikenbossen in gebieden met warme zomers en zachte winters, meestal op silicaathoudend gesteente. Ten noorden van de Alpen is het een oude cultuurplant en vaak verwilderd.
Men heeft verondersteld dat de Romeinen de tamme kastanje naar Noord-Europa gebracht hebben. Volgens nieuwe onderzoekingen groeide hij daar al tijdens het late ijzertijdperk rond 200 voor Christus. Mogelijk hebben de Kelten de eetbare vruchten meegenomen en voor verspreiding gezorgd. Dat lukte vooral in de warmere gebieden van het Rijndal. Later gingen de Romeinen de tamme kastanje steeds vaker verbouwen om hun legioenen van voedsel te voorzien. In middeleeuwse kloostertuinen werd hij doelgericht aangeplant.
In Zuid-Engeland staan heel grote exemplaren. In Noord-Amerika zijn de aaneengesloten bossen van de Amerikaanse tamme kastanje (Castanea dentata) door de kastanjepest voor het grootste deel verdwenen.

### Verspreiding in België en Nederland
In Nederland en België komt de boom verwilderd voor en verder op oude landgoederen. Hij is hier ingevoerd door de Romeinen vanwege de vruchten. Met name in het zuidoosten van Nederland zijn vrij veel oudere tamme kastanjes te vinden. Monumentale exemplaren zijn te vinden bij Beek-Ubbergen (de Kabouterboom in het Kastanjedal), in Arnhem en op diverse plaatsen in Limburg.

## Plantengemeenschap
De tamme kastanje is een kensoort voor het zomereik-verbond (Quercion roboris).

## Gebruik

### Culinair
De vruchten van de tamme kastanje kunnen, in tegenstelling tot die van de paardenkastanje, gegeten worden. Men kan de kastanjes rauw eten, poffen, roosteren of koken. Ook kan men gedroogde kastanjes verwerken in meel.
In vele landen in met name Midden-Europa worden gepofte kastanjes meteen na de oogst in de nazomer op straat verkocht. In veel landen, onder andere in Frankrijk, Zuid-Tirol en Hongarije is de kastanjepuree ("crème de marron", "gesztenyepüré") geliefd in desserts of als bijgerecht. Kastanjepuree is in blik of gemalen uit de diepvries te koop. In Nederland worden kastanjes wel gepoft of gekookt.
In het Italiaanse Casola in Lunigiana worden gedroogde tamme kastanjes gemalen en het meel gebruikt voor het bakken van het brood la marocca di Casola, dat voor het grootste deel uit tammekastanjemeel bestaat en verder aangevuld wordt met tarwebloem.

### Hout
Het hout van de boom is uitstekend timmerhout: het lijkt qua kleur en structuur op eiken. De volumieke massa is iets lager, maar het heeft een hoge duurzaamheid doordat er veel looizuur in het (kern)hout zit. Hierdoor verkleurt het hout in contact met ijzer.
Het is ongeveer even duurzaam als Europees eiken en ook geschikt voor het vervaardigen van tuinmeubels, steunpalen voor druivenstokken, hekken en afrasteringen.

## Levensduur
De tamme kastanje heeft een levensverwachting van 200 tot 500 jaar. Op het Italiaanse eiland Sicilië staat in de gemeente Sant'Alfio, op de hellingen van de vulkaan Etna, een tamme kastanje, de Kastanjeboom van de Honderd Paarden, die ongeveer 2500 jaar oud zou zijn.

## Naamgeving
Zijn naam heeft de tamme kastanje waarschijnlijk te danken aan de Griekse stad Kastanéia in Pontus, een historische landstreek aan de kust van de Zwarte Zee, waar men hem op grote schaal cultiveerde. De Romeinen veranderden zijn naam in Castanea. Het woord sativa betekent gecultiveerd, nuttig of verzadigend.

## Cultivars
- Castanea sativa 'Glabra' heeft groot donkergroen blad
- Castanea sativa 'Asplenifolia' diep ingesneden blad
- Castanea sativa 'Argenta Variegata' met wit gerand blad
- Castanea sativa 'Variegata' met geel gerand blad.

Er zijn ook speciaal gekweekte en geënte variëteiten die grotere kastanjes leveren, meestal één per bolster.